# کنجی ون بوتو
کنجی ون بوتو (انگلیسی: Kenji-Van Boto؛ زادهٔ ۷ مارس ۱۹۹۶) بازیکن فوتبال اهل فرانسه است.
از باشگاه‌هایی که در آن بازی کرده‌است می‌توان به باشگاه فوتبال اوسر اشاره کرد.
وی همچنین در تیم ملی فوتبال France U16 بازی کرده‌است.